# Harmony Hammond
Harmony Hammond (Chicago, 8 de febrero de 1944) es una artista, activista, comisaria de arte independiente y escritora estadounidense que vive en el norte de Nuevo México. Se la considera pionera del movimiento artístico feminista y es profesora universitaria, escribe y publica prolíficamente sobre arte feminista, arte lésbico y la representación cultural de la diferencia.

## Trayectoria
Hammond se graduó en pintura por la Universidad de Minnesota en 1967. En 1972, cofundó la A.I.R. Gallery, la primera galería de arte cooperativa de mujeres creada en Nueva York. Se mudó a esta ciudad en 1969, justo después de que se produjeran los disturbios de Stonewall. Estuvo casada brevemente a finales de la década de 1960 y tuvo una hija. Hammond salió del armario públicamente en 1973. En 1975, impartió clases en el Sagaris (Session I), un instituto educativo y think-tank dedicado al pensamiento político feminista radical. En 1976 empezó a reunirse con un grupo de mujeres del mundo del arte, el Colectivo Heresies, con el que fundó la revista feminista sobre arte y política Heresies: A Feminist Publication of Art and Politics. Coeditó el número 1 inaugural, el revolucionario número 3 Lesbian Art and Artists y el número 9 Power, Propaganda, and Backlash, y publicó artículos en siete ejemplares. El Colectivo Heresies, cuyo núcleo estaba formado por Joyce Kozloff, Miriam Schapiro, Joan Semmel, Lucy Lippard, Mary Beth Edelson, Nancy Spero y la propia Hammond. Fue profesora en el New York Feminist Art Institute.
En 1978, Hammond comisarió la exposición A Lesbian Show en el Taller 112 de Greene Street en Nueva York, donde se exponían los trabajos de varias artistas lesbianas. Expuso junto a otras artistas en la muestra Great American Lesbian Art Show del centro de arte feminista Woman's Building en 1980. En 1981, Hammond comisarió la exposición Home Work: The Domestic Environment As Reflected in the Work of Women Artists (El trabajo en el hogar: El reflejo del ámbito doméstico en la obra de las mujeres artistas), auspiciada por el New York State Council of the Arts (NYSCA) y el The Women’s Hall of Fame en la ciudad de Seneca Falls (Nueva York), donde expuso su propia obra. Asimismo comisarió una exposición en 1999 en el Plan B Evolving Arts de Santa Fe titulada Out West, que reunía la obra de 41 artistas lesbianas, gais, bisexuales, transgénero y dos espíritus del sudoeste de Estados Unidos.
Hammond publicó su primer libro en 1984, Wrappings: Essays on Feminism, Art, and the Martial Arts (Envoltorios: Ensayos sobre feminismo, arte y artes marciales), un compendio de sus escritos entre 1973 y 1984. En 2000 publicó Lesbian Art in America: A Contemporary History (Arte lésbico en Estados Unidos: Una historia contemporánea). Participó en dos documentales sobre arte feminista estrenados en 2010: The Heretics (Las herejes), dirigido por Joan Braderman, sobre las fundadoras de la revista Heresies: A Feminist Publication of Art and Politics (Heresies: Una publicación feminista sobre arte y política) en 1976, y !Women Art Revolution, dirigido por Lynn Hershman Leeson.
Hammond se mudó a Tucson (Nuevo México) en 1984, donde fue profesora titular de la Universidad de Arizona (Tucson) entre 1988 y 2005. Actualmente da talleres y escribe, comisaría e imparte conferencias sobre arte feminista, lésbico y queer.

## Obra artística y reconocimientos
En su obra, Hammond afirma que las cualidades consideradas tradicionalmente femeninas son temas artísticos y técnicas de creación artística valiosos. En este sentido, a principios de la década de 1970 creó esculturas con tejido, una técnica y modo de expresión tradicionalmente femeninos, como material principal. Fueron cuatro series textiles: Bags (1971), Presences (1972), Floorpieces (1973) y Wrapped Sculptures (1977-1984). Las propias pinturas de Harmony Hammond, casi todas ellas abstractas, demuestran cómo se crearon.
Chicken Lady es una pintura de técnica mixta que Hammond realizó en 1989, y trata de una mujer que vivió con sus animales en coches y tráileres viejos en Milford, Connecticut. La obra cuestiona los problemas de clase y de género, los sintecho, los inadaptados y las mujeres excluidas.
En las pinturas recientes de Hammond planean temas similares, a menudo descritos como una abstracción social o queer; estos trabajos se centran en las metáforas materiales que sugieren una urgencia de conexión, liberación y moderación.
Desde 1971, Hammond ha creado obras que encajan en distintas categorías; empezó explorando los problemas pictóricos típicos del minimalismo y el posminimalismo, como la repetición, la cuadrícula, la experimentación con materiales y el proceso, desde una perspectiva feminista. Así es como decidió combinar la abstracción y las tradiciones artesanales femeninas. La mayoría de sus trabajos transmiten altos niveles de performatividad, que se refleja en la selección y moldeado de materiales (envoltorio, punzado, recortes, etc.).
Hammond ha presentado su obra en solitario en más de 30 exposiciones internacionales. Su obra se ha expuesto en el Tucson Museum of Art, el Museum of Contemporary Art de Tucson, la Galería de Arte de Vancouver, el National Academy Museum y el Museo Tamayo. Sus trabajos también están expuestos en las colecciones permanentes del Museo Metropolitano de Arte, el Walker Art Center, el Museo Brooklyn, el Museo Nacional de Mujeres Artistas, el Instituto de Arte de Chicago, el New Mexico Museum of Art y el Wadsworth Atheneum.
Ha recibido becas de instituciones como la National Endowment of the Arts, la Fundación Rockefeller, la John Simon Guggenheim Memorial Foundation, la Adolph and Esther Gottlieb Foundation o la Pollock-Krasner Foundation. En 2014, la organización Women's Caucus for Art otorgó a Hammond el Premio al Reconocimiento a la Trayectoria Profesional. El Getty Research Institute de Los Ángeles adquirió el archivo de Harmony Hammond en 2016.

### Floorpieces
En 1973, Hammond creó una serie de obras textiles titulada Floorpieces. Hammond creó estas alfombras utilizando una técnica de trenzado tradicional con telas y retales de colores que encontró en los contenedores de basura. Las alfombras se pintaron de forma selectiva con pigmento acrílico y se expusieron extendidas en el suelo. La mayoría de las piezas de Floorpieces medían aproximadamente 1,5 metros de diámetro y casi 5 centímetros de grosor. El tamaño y el detalle de la obra de Hammond son difíciles de apreciar en reproducciones y fotografías, de ahí la importancia de contemplarla en persona. La colección Floorpieces de Hammond planteaba un desafío a la dicotomía arte/artesanía.

## Obra bibliográfica

### Libros[22]
- Wrappings: Essays on Feminism, Art, and the Martial Arts. Nueva York: TSL Press, 1984.
- Lesbian Art in America: A Contemporary History. Nueva York: Rizzoli International Publications, Inc., 2000.